# Tulipa mongolica
Tulipa mongolica là một loài thực vật có hoa trong họ Liliaceae. Loài này được Y.Z.Zhao mô tả khoa học đầu tiên năm 2003.